# Tres colors: Vermell
Tres colors: Vermell (títol original en francès: Trois couleurs : Rouge) és una pel·lícula franco-polonesa-suïssa de Krzysztof Kieślowski estrenada el 1994 i doblada al català.

## Argument
La trilogia Tres Colors explora de manera successiva els tres termes de la divisa de França: « Llibertat, Igualtat, Fraternitat ».
La tercera pel·lícula de la trilogia (vermell) té per a tema la fraternitat.
| « | «L'eterna qüestió consisteix en saber si donant als altres una mica d'un mateix, no ho fem per tenir una idea millor de nosaltres mateixos. » (Krzysztof Kieślowski) | » |

La pel·lícula Tres Colors: Vermell  passa en gran part a Suïssa.
Valentine és estudiant i model a Ginebra. Un dia atropella una gossa. Quan la porta al seu amo, coneix un jutge, un home retirat que espia els seus veïns.
La vida de Valentine i la del jutge estaran unides ben estranyament, a partir d'aquest moment, amb la d'un tercer personatge desconegut per ells, un jove jutge que és veí de Valentine.
A mig camí del dramatisme pur de «Blau» i la tragicomèdia de «Blanc», el cineasta polonès se centra en «la fraternitat» per concebre una pel·lícula que revisa alguns dels grans temes de la seva filmografia, com són l'atzar de la vida i la ficció i la figura del demiürg, que regeix els destins dels personatges. De nou l'impecable treball de fotografia, la banda sonora i el treball dels actors componen una nova obra mestra d'un dels autors més interessants del cinema contemporani.

## Repartiment
- Irène Jacob: Valentine Dussaut
- Jean-Louis Trintignant: Joseph Kern, el jutge
- Jean-Pierre Lorit: Auguste Bruner
- Frédérique Feder: Karin
- Samuel Le Bihan: fotògraf

## Premis i nominacions

### Premis
- 1994: Premi Méliès
- 1995: César a la millor música escrita per una pel·lícula per Zbigniew Preisner
- National Society of Film Critics Awards, Millor pel·lícula en llengua estrangera
- Los Angeles Film Critics Association Awards, Millor pel·lícula estrangera

### Nominacions
- Oscar al millor director
- Oscar al millor guió original
- Oscar a la millor fotografia
- César: a la millor pel·lícula, al millor actor (Jean-Louis Trintignant), a la millor actriu (Irène Jacob), al millor director (Krzysztof Kieślowski), al millor guió original (Krzysztof Kieślowski i Krzysztof Piesiewicz).